# Anni Leppälä
Anni Leppälä (* 1981 in Helsinki) ist eine finnische Fotografin.
Leppälä erwarb 2004 einen Bachelor an der Åbo Akademi (Polytechnikum) in Turku und setzte ihre Master-Studien an der Hochschule für Kunst und Design in Helsinki fort.
Seit 2001 beschickt sie in Finnland, europaweit und in Japan Ausstellungen, unter anderem in Tokio, Madrid, London und Paris; in Deutschland stellte sie in Wolfsburg (Kunstmuseum Wolfsburg), in Stuttgart und in der Lübecker Overbeck-Gesellschaft aus.
Werke von ihr befinden sich im Museum Kiasma, der Sammlung Pentti Kouri, dem Finnischen Parlament und in privaten Sammlungen. Sie hat verschiedene Stipendien erhalten.
Leppälä ist Mitglied der Union der Kunstfotografen Finnlands und lebt in Helsinki.